# Sirius Software
Sirius Software是美国原电子游戏发行商。《InfoWorld》1984年上半年时估计，该公司1983年销售额达1100万美元，是全球第15大微机软件公司。公司迅速崛起部分归功于纳西尔·吉贝利编写的一系列热门游戏。